# Asura violacea
Asura violacea är en fjärilsart som beskrevs av Gottfried Christian Reich 1936. Asura violacea ingår i släktet Asura och familjen björnspinnare. Inga underarter finns listade i Catalogue of Life.